# Université de Santiago (Cap-Vert)
L'université de Santiago (en portugais : Universidade de Santiago, sigle US) est un établissement privé d'enseignement supérieur basée à  Assomada.
Fondée en novembre 2008, elle compte deux campus universitaires à Assomada et Praia.

## Historique
L'Université de Santiago a été fondée le 24 novembre 2008 et son siège est situé dans la ville d'Assomada, au centre de l'île de Santiago au Cap-Vert.
Ses statuts ont été approuvés par le Ministère de l'Enseignement Supérieur, de la Science et de l'Innovation le 25 mars 2014, avec publication au Bulletin Officiel de la République du Cap-Vert le 20 mai 2014.
Son recteur, depuis 2008, est le docteur en sociologie Gabriel António Monteiro Fernandes.
En 2012, l'ESTG- École Supérieure des Technologies et de Gestion a ouvert à Praia. En 2013, en partenariat avec la Mairie de Tarrafal, l'ESTNA - École Supérieure de Tourisme, de Commerce et d'Administration - a été fondée. À partir de 2016, avec la fermeture de l'ESTNA, l'Université de Santiago a fonctionné à Praia et Assomada. Depuis 2016, avec la création d'US Virtual, l'Université de Santiago a commencé à investir dans l'enseignement à distance, ayant ainsi élargi ses offres de formation aux étudiants étrangers, en mettant l'accent sur ceux du PALOP.

## Campus

### Campus Bolanha
Le Campus Bolanha occupe une superficie d'environ 17 500 m2, au centre-ville d'Assomada.
Le Campus d’Assomada a commencé ses activités en 2008, année de création de l'Université de Santiago. Durant cette période, il était situé au Rua 5 de Julho, dans le bâtiment qui abrita également pendant un an le rectorat de l'université.
En 2010, après une restructuration institutionnelle, les services d'enseignement de l’université ont été transférés sur l'Avenida Principal da Bolanha, où un processus de restauration structurelle a permis la construction du bâtiment qui, pendant des années, avait abrité le centre de santé d'Assomada.
Le Campus Bolanha abrite de nombreuses unités organiques, parmi lesquelles : le rectorat, le secrétariat général et le secrétariat des services académiques.

### Campus da Praia
Le Campus de Praia, occupe une superficie d'environ 3 000 m2, 
Situé au centre-ville, il abrite les salles de cours, une salle de conférence, une cantine, un restaurant, une bibliothèque et des espaces de socialisation et de loisirs.
Le Campus Praia a ouvert en 2012, basé au Séminaire São José, à Bairro Prainha. 
C'était le premier campus en dehors du siège de l'université.
Le campus da Praia abrite actuellement l'École Supérieure des Technologies et de Gestion - ESTG.

### Campus de Tarrafal
L'installation du campus de Tarrafal a commencé en juin 2013, lorsque l'Université de Santiago et la Mairie de Tarrafal ont signé un avenant au protocole de coopération existant entre les institutions. L'avenant prévoit la création d'une Commission d'études et de promotion de l'enseignement supérieur à Tarrafal de Santiago.
De cet addendum est née l’École Supérieure de Tourisme, de Commerce et d’Administration (ESTNA), qui était le seul établissement du campus.
En 2016 l'ESTNA a été fermée.

## Structure

### DCEFL
Le Département des Sciences de l'Éducation, Philosophie et Littérature (DCEFL), offre des cours intégrés dans le domaine des sciences humaines, notamment dans les domaines de l'Éducation, de la Communication et des Langues avec 3 filières de premier cycle (Sciences de l'éducation, Études anglaises et Journalisme et communication d'entreprise) et 2 filières de Master (Pédagogie et Portugais langue seconde).

### DCSAT
Le Département des Sciences de la Santé, de l'Environnement et des Technologies (DCSAT), offre des cours dans les domaines technologiques et sanitaires avec 6 diplômes de licence (soins infirmiers, diplôme complémentaire en soins infirmiers, nutrition et qualité alimentaire, génie informatique, génie civil et marketing et multimédia) et 2 cours de master (soins infirmiers en santé maternelle et infantile et santé mentale communautaire).

### DCEE
Le Département des Sciences Économiques et Commerciales (DCEE), offre des cours dans les domaines économiques et commerciaux avec 6 diplômes de licence (gestion d'entreprise, gestion des ressources humaines, gestion hôtelière et touristique, psychologie sociale et organisationnelle) et 2 diplômes de master (sciences de l'entreprise et gestion des ressources).

### DCJS
Le Département de Sciences Juridiques et Sociales (DCJS), offre de cours dans les domaines juridiques et sociaux avec 2 licences (Droit et Relations Publiques et Communication des Entreprises) et deux masters (Droit des Affaires et du Travail et Politiques Publiques et Développement Local).